# 西有家町
西有家町（にしありえちょう）は、長崎県の島原半島にあった町。南高来郡に属した。
2006年3月31日、周辺7町と新設合併し、南島原市となり消滅した。

## 地理
島原半島の南側に位置し、島原湾に面する。
- 山：高岩山
- 川：有家川、清水川、竜石川、須川、引牟田川、西ノ浦川

### 隣接市町村
- 雲仙市
- 南高来郡
  - 北有馬町
  - 有家町

## 歴史
江戸時代の初め頃までは、現在の有家町域とあわせて有家村を成していた。『有馬原城兵乱記』などによれば、1637年（寛永14年）に起こった島原の乱では村民全員が参加したが、全て討死し無人の村となったとされる。現在の町民はその後の高力忠房の復興政策により、幕府領の四国小豆島や九州各藩から移住してきた人々の子孫であると云われる。
有家村は1652年（承応元年）に有田村・隈田村・町村の3村に分かれたが、1872年（明治5年）に再び有家村として1村に統合された。その後村内を東部と西部に分け、1879年（明治12年）に東有家村・西有家村として正式に分村された。

### 近現代
- 1889年（明治22年）4月1日 - 町村制施行により、南高来郡西有家村が単独村制にて発足。
- 1927年（昭和2年）4月1日 - 西有家村が町制施行し西有家町となる[5]。
- 2006年（平成18年）3月31日 - 加津佐町・口之津町・南有馬町・北有馬町・有家町・布津町・深江町と合併し市制施行。南島原市が発足し、西有家町は自治体として消滅。

## 地域

### 地名
名を行政区域とする。西有家町は1889年の町村制施行時に単独で自治体として発足したため、大字は無し。（発足当初は西有家村）
なお、西有家町では名の名称を十干に置き換えて表記していたが、1970年より十干表記を廃止して本来の名の名称を表記し、さらに末尾の「名」の文字が削除された。
以下（）内は1969年末まで採用されていた十干と名の表記を表す。
- 竜石（甲 / 竜石名）[6]
- 須川（乙 / 須川名）
- 里坊（丙 / 里坊名）
- 長野（丁 / 長野名）
- 慈恩寺（戊 / 慈恩寺名）
- 見岳（己 / 見岳名）[7]

## 教育

### 高等学校
- 長崎県立島原南高等学校
- 長崎県立島原翔南高等学校

### 中学校
- 西有家町立西有家中学校

### 小学校
- 西有家町立西有家小学校
- 西有家町立龍石小学校
- 西有家町立慈恩寺小学校
- 西有家町立見岳小学校
- 西有家町立長野小学校
  - 塔ノ坂分校

## 交通
町内に空港はない。最寄り空港は長崎空港。

### 鉄道
- 島原鉄道 ※2008年（平成20年）4月1日島原外港 - 加津佐間廃止
  - 西有家駅 - 龍石駅

中心駅は西有家駅。

### バス路線

#### 一般路線バス
- 島原鉄道バス

### 道路
- 高速道路の最寄りインターチェンジは長崎自動車道諫早インターチェンジ。

#### 一般国道
- 国道251号
- 国道389号

#### 県道（主要地方道）
- 長崎県道47号雲仙西有家線

## 産業
- 特産品: 島原手延べ素麺

## 名所・旧跡・観光スポット・祭事・催事
- 戸ノ隅公園
- 戸ノ隅の滝